# Раска
Раска (укр. Раска) — село, входит в Бучанский район Киевской области Украины.
Население по переписи 2001 года составляло 152 человека. Почтовый индекс — 07800. Телефонный код — 8-04477. Занимает площадь 0,4 км². Код КОАТУУ — 3221055601.
На территории села до начала Великой Отечественной войны находился завод по добыче стекла.
В годы Великой Отечественной войны, 11 апреля 1943 года село было полностью сожжено гитлеровскими оккупантами. Тогда погибло 613 человек, из которых 120 — дети.
Карательные операции руководили Оскар Валлизер, на тот момент комендант Бородянской ортскомендатуры. После окончания войны он предстал перед судом зимой 1946 года, а после был казнён через повешение.

## Местный совет
07820, Киевская обл., Бородянский р-н, пгт Песковка, ул. Дачная, 66